# 臺北市私立幼華高級中學
臺北市私立幼華高級中學（Taipei YouHua High School），簡稱幼華高中，原名十信高級中學，位於台北市北投區北投路二段。創校於民國53年（1964年），是一所包含普通高中部和國中部及商業、應用外語的綜合高中。

## 校史
1964年，十信高商創立。
1965年4月18日成立董事會。
1965年8月，董事會將其定名為臺北縣私立十信商業職業學校，開始招收新生。
1967年，增設夜間部（目前已經廢部）。
1968年7月1日，更名為臺北市私立十信高級商業職業學校。
1969年5月，增設工科，故更改校名為臺北市私立十信高級工商職業學校，設有商科十二班、電子科二班、建築工科一班，商科前100名經過考試可至十信合作社、國泰人壽等國泰企業任初級會計員，建築工科前10名畢業可於服兵役前至國泰建設三井任臨時工程初級工程師。
1985年的「國信事件」（國泰信託擠兌金融風暴）及「十信事件」，使十信工商轉手予幼華集團。
2002年3月22日，轉型改制為臺北市私立信高級中學。
2019年12月，更改校名為幼華學校財團法人臺北市幼華高級中等學校，並新增國中部。

## 歷任董事長
| 任別 | 姓名   |
| ---- | ------ |
| 一   | 蔡萬春 |
| 二   | 蔡萬霖 |
| 三   | 蔡萬霖 |
| 四   | 蔡萬霖 |
| 五   | 蔡萬春 |
| 六   | 蔡辰洲 |
| 七   | 蔡辰洋 |
| 八   | 崔德禮 |
| 九   | 甘俊二 |
| 十   | 焦威聯 |
| 十一 | 焦威聯 |
| 十二 | 焦威聯 |
| 十三 | 甘俊二 |
| 十四 | 焦婷   |

## 歷任校長
| 任別 | 姓名   |
| ---- | ------ |
| 一   | 歐瑞雄 |
| 二   | 歐瑞雄 |
| 三   | 洪金浩 |
| 四   | 洪金浩 |
| 五   | 劉孝炎 |
| 六   | 張慶堯 |
| 七   | 陳文平 |
| 八   | 陳朝經 |
| 九   | 盧瑞財 |
| 十   | 盧瑞財 |
| 十一 | 盧瑞財 |
| 十二 | 盧瑞財 |
| 十三 | 施博惠 |

## 外部連結
- 臺北市私立幼華高級中學網站 （页面存档备份，存于）